# 柯昱廷
柯昱廷（Ko Yu-ting，1994年1月18日—），為一位台灣足球員，當前效力於台灣企業甲級足球聯賽的高市台電，在場上司職前鋒。

## 生平
柯昱廷出生於1994年1月18日，高中就讀台中市惠文高中，並擔任該所高中的足球校隊，大學就讀台北市立大學，在民國103年度的UFA大專足球運動聯賽公開組男生第一級決賽中對上台灣體大時踢進一球。

## 生涯

### 俱樂部生涯
2015年1月柯昱廷與同為台灣足球員的王覺諄前往中國參加中超隊伍長春亞泰的測試後入選為預備隊成員，爾後長春亞泰領隊楊敬東確認，新球季長春亞泰將會把柯昱廷擺進長春亞泰一軍的25人名單之中，由於身高因素柯昱廷加入長春亞泰時被稱為中超最矮球員。
2017年柯昱廷與長春亞泰解約。

### 國家隊生涯
柯昱廷首次入選國家隊23人名單是在2018年俄羅斯世界盃亞洲區資格賽第一輪，當中華台北晉級俄羅斯世界盃亞洲區資格賽第二輪時，再度入選國家代表隊名單之中。
2016年亞足聯U23錦標賽資格賽時，柯昱廷入選中華台北U23代表隊，並在資格賽最後一場對上香港U23代表隊時踢進一球，最終以3-1取得勝利，然而U23中華台北代表隊以小組排名第三名無緣晉級。

## 國家隊生涯統計
| 中華台北                 | 中華台北 | 中華台北 | 中華台北 |
| 年度                     | 出賽     | 進球     | 參考     |
| ------------------------ | -------- | -------- | -------- |
| 2015                     | 5        | 0        | [ 10 ]   |
| 2016                     | 2        | 0        | [ 10 ]   |
| 2017                     | 1        | 0        | [ 10 ]   |
| 2019                     | 2        | 0        | [ 10 ]   |
| 2021                     | 2        | 0        | [ 10 ]   |
| 2022                     | 1        | 0        | [ 10 ]   |
| 總計                     | 13       | 0        | [ 10 ]   |
| 最後更新於2022年12月14日 |          |          |          |

| 中華台北 U23            | 中華台北 U23 | 中華台北 U23 | 中華台北 U23 |
| 年度                    | 出賽         | 進球         | 參考         |
| ----------------------- | ------------ | ------------ | ------------ |
| 2015                    | 3            | 1            | [ 10 ]       |
| 總計                    | 3            | 1            | [ 10 ]       |
| 最後更新於2015年5月23日 |              |              |              |

### 國家隊進球
- 中華台北奧運男子足球隊

| #  | 日期          | 地點                 | 對手 | 得分 | 結果 | 類型                         |
| -- | ------------- | -------------------- | ---- | ---- | ---- | ---------------------------- |
| 1. | 2015年3月31日 | 台灣高雄市國家體育場 | 香港 | 1–0  | 3–1  | 2016年亞足聯U-23錦標賽外圍賽 |

## 資料來源
1. 1 2  .   [2015-05-23].
2. ↑  .   [2015-04-16]. （原始内容存档于2016-04-12）.
3. ↑  .   [2015-05-23]. （原始内容存档于2015-07-10）.
4. ↑  張克銘. . ETtoday. 2015-07-05  [2019-02-17]. （原始内容存档于2019-02-18）.
5. ↑  . 中國時報. 2017-08-11  [2018-01-20]. （原始内容存档于2019-02-18）.
6. ↑  張克銘. . ETtoday. 2017-05-23  [2019-02-17]. （原始内容存档于2020-08-07）.
7. ↑  .   [2015-03-09]. （原始内容存档于2016-03-05）.
8. ↑  .   [2015-03-12]. （原始内容存档于2016-03-06）.
9. ↑  .   [2015-03-31]. （原始内容存档于2016-03-04）.
10. 1 2  .   [2015-05-23]. （原始内容存档于2015-10-06）.

## 外部連結
- Soccerway資料庫：柯昱廷